# Batedora
Una batedora, també coneguda popularment com a túrmix (blender en anglès), és un electrodomèstic que serveix per barrejar ingredients.

## Particularitats
Es compon d'un petit motor elèctric instal·lat en una base fixa al qual s'incorpora un recipient desmuntable de vidre o plàstic dur transparent amb una paleta metàl·lica a la base.
Els ingredients es fiquen dins del recipient i són barrejats per la paleta que gira a alta velocitat. Aquesta rotació ràpida té diverses funcions: batre, triturar i incorporar aire a la barreja.
Les preparacions es tornen més líquides i suaus, fent que sigui un electrodomèstic ideal per a preparar, entre altres coses, batuts, sopes i smoothies. També s'utilitza als bars per preparar còctels com la "pinya colada" i "margarita".
Aquest tipus de batedora també es coneix com a batedora de vas per a diferenciar-la del batedor d'immersió o "minipimer" i del batedor d'ous.

## Història
La batedora de vas, coneguda com a blender en anglès, va ser inventada a començ del segle xx. Les primeres batedores elèctriques domèstiques es varen comercialitzar a partir de l'any 1911 als Estats Units. Aquesta màquina va ser decisiva en la popularització dels batuts arreu del planeta.
Actualment moltes de les funcions de la batedora les fa un altre electrodomèstic conegut com a "robot de cuina", entre altres noms, i com a food processor en anglès.

## Diferències amb batedora
La liquadora només centrifuga a molt altes revolucions però no tritura com la batedora de vas, de fet com es pot veure a la fotografia no té ni les aspes que calen per a triturar.